# Marathon van Barcelona 2008
De marathon van Barcelona 2008 werd gehouden op zondag 2 maart 2008 in Barcelona. Het was de 30e editie van de marathon van Barcelona. De wedstrijd werd gelopen bij hoge temperatuur.
Bij de mannen werd de wedstrijd gewonnen door de Keniaan Hosea Hogei in 2:14.42. Hij bleef hiermee een kleine twee minuten voor op zijn landgenoot Johnstone Chebii.
Bij de vrouwen won de twintigjarige Ethiopische Mihret Tadesse in 2:42.12. Beide geslachten liepen onvoldoende snel om het parcoursrecord te verbeteren.
In totaal finishten 7609 marathonlopers de wedstrijd, waarvan 620 vrouwen.

## Uitslagen
Mannen
| rang | naam              | land | tijd    |
| ---- | ----------------- | ---- | ------- |
| 1    | Hosea Hogei       | KEN  | 2:14.42 |
| 2    | Johnstone Chebii  | KEN  | 2:16.32 |
| 3    | Roger Roca Dalmau | ESP  | 2:16.53 |
| 4    | Kebede Bekele     | ETH  | 2:18.15 |
| 5    | Kiprop Korir      | KEN  | 2:18.44 |
| 6    | Teshoime Tsige    | ETH  | 2:23.04 |
| 7    | Habib Mosbah      | FRA  | 2:23.25 |
| 8    | Samson Cheboswony | KEN  | 2:23.52 |
| 9    | Joan Prats Espar  | ESP  | 2:28.04 |
| 10   | Marco A Cepeda    | ESP  | 2:31.20 |

Vrouwen
| rang | naam                | land | tijd    |
| ---- | ------------------- | ---- | ------- |
| 1    | Mihret Tadesse      | ETH  | 2:42.12 |
| 2    | Mihret Anamo        | ETH  | 2:43.43 |
| 3    | Tabita Kibet        | KEN  | 2:47.49 |
| 4    | Julia Myatt         | GBR  | 2:50.33 |
| 5    | Margarethe Logavlen | NOR  | 2:51.58 |
| 6    | Grace Kytonga       | KEN  | 2:52.42 |
| 7    | Azeb Shewamare      | ETH  | 2:53.08 |
| 8    | Noelia Roman        | ESP  | 2:58.58 |
| 9    | Marina Zanardi      | ESP  | 2:59.53 |
| 10   | Maria Lopez         | ESP  | 3:00.54 |

1978 ·
1979 ·
1980 ·
1981 ·
1981 ·
1983 ·
1984 ·
1985 ·
1986 ·
1987 ·
1988 ·
1989 ·
1990 ·
1991 ·
1992 ·
1993 ·
1994 ·
1995 ·
1996 ·
1997 ·
1998 ·
1999 ·
2000 ·
2001 ·
2002 ·
2003 ·
2004 ·
2005 ·
2006 ·
2007 ·
2008 ·
2009 ·
2010 ·
2011 ·
2012 ·
2013 ·
2014 ·
2015 ·
2016 ·
2017 ·
2018 ·
2019 ·
2020 ·
2021 ·
2022 ·
2023 ·
2024